# 地理資訊地圖

地理資訊地圖截圖 - 2010年11月

地理資訊地圖（GeoInfo Map），由香港地政總署測繪處開發及推出，提供香港全境的可縮放電子地圖服務，設有中、英文版本。

## 背景
地圖以地政總署測繪處土地信息中心於2004年7月啟用的「地理空間信息樞紐」（GIH）系統為基礎下開發，初期目的是使政府部門在分發地理空間信息方面相關數據時更為靈活、方便。
為提升服務質素及配合公眾使用平板電腦及智能手機瀏覽網頁的趨勢，地政總署在2014年推出手機地圖應用程式MyMapHK，並於2017年大規模優化服務，採用了「適應性網頁設計」技術，自動偵測用戶使用的裝置及調整顯示內容。

## 功能
該系統涵蓋全港的智能數碼地圖和航空照片，並整合政府各部門的地理空間信息，例如樓宇平面圖、樓梯、斜坡、護土牆、過路設施、電塔和高壓電纜位置等。
網頁用家也可以利用地圖查詢香港日常生活設施，郊野資訊等，也可以瀏覽由地政總署所拍攝的香港影像地圖。

## 位置搜尋
與Google Maps香港版相比，用家除可輸入地方、街道等名稱和利用全球衞星定位系統（GPS）座標搜尋外，也可利用通用橫墨卡托方格網方位（UTM）、地段編號（丈量約份）、香港1980方格網坐標和全港電燈柱編號作詳細搜尋。

## 資料分類
地理資訊地圖有以下資料分類主題:
1. 景點
2. 教育
3. 環境
4. 社區服務
5. 生活設施
6. 運動及康樂
7. 政府機構及服務

## 工具
地圖提供量度和繪圖工具，讓用家可快速查詢GPS地理坐標、長度、面積和善用地圖。
地圖有為Internet Explorer和Firefox而設的加速器、外掛工貝和附加元件以方便用家。

## 版權限制
為保護版權，地圖上梅花間竹印有地政總署標誌水印，也加上鎖右鍵功能以避免用家截取地圖圖檔。
不過，用家可以列印地圖或把地圖儲存至設有時限的網址，以方便所需。

## 同類網站
- 中原地圖
- 黃頁地圖
- 美聯香港地圖
- Google Maps香港版
- Hong Kong Historic Maps
- Open3Dhk

## 外部連結
- 地理資訊地圖（页面存档备份，存于）

- Hong Kong Historic Maps （页面存档备份，存于）